# Olsztyn (district)
Olsztyn (powiat olsztyński) is een Pools district (powiat) in de woiwodschap Ermland-Mazurië. De oppervlakte bedraagt 2840,29 km², het inwonertal 123.049 (2014).
Het huidige district is groter dan het vroegere Allenstein; het omvat ook delen van de toenmalige districten Heilsberg, Osterode und Rössel.
De stad Olsztyn (Duits: Allenstein) is een zelfstandig stadsdistrict en behoort niet tot het district.

## Steden
- Barczewo (Wartenburg)
- Biskupiec (Bischofsburg)
- Dobre Miasto (Guttstadt)
- Jeziorany (Seeburg)
- Olsztynek (Hohenstein)

Stadsdistricten:
Elbląg · Olsztyn

Districten:
Bartoszyce · Braniewo · Działdowo · Elbląg · Ełk · Giżycko · Gołdap · Iława · Kętrzyn · Lidzbark Warmiński · Mrągowo · Nidzica · Nowe Miasto Lubawskie · Olecko · Olsztyn · Ostróda · Pisz · Szczytno · Węgorzewo

Grootste steden:
Bartoszyce · Działdowo · Elbląg · Ełk · Iława · Giżycko · Kętrzyn · Mrągowo · Ostróda · Olsztyn · Szczytno